# Derbi de Twente
El Derbi de Twente (en neerlandés: Twentse Derby) es la rivalidad deportiva que existe entre el FC Twente con el Heracles Almelo, ambos equipos de la región de Twente en los Países Bajos.

## Historia
Su primer enfrentamiento se dio el 21 de octubre de 1962 que terminó con victoria para el Heracles por marcador de 3-2 ante el entonces SC Enschede, aunque no se enfrentan muy seguido debido a que han coincidido en la misma categoría en pocas ocasiones.
Luego de la fusión que creó al FC Twente en 1965 se jugó por primera vez bajo el nuevo club, con victoria para el FC Twente por 4-1 el 9 de septiembre de 1965, pero el Heracles descendío de categoría en esa temporada. En 1968 y 1973 los equipos se enfrentaron en el torneo de copa, donde el Twente consiguió ganar los dos partidos (1-0 y 4-0).
En la temporada 1983/84 ambos equipos volvieron a disputar la misma competición cuando el FC Twente descendió a Primera División. Heracles logró lograr un empate en Enschede en el primer juego. En Almelo, el Twente ganó 1-2. Dado que el FC Twente ascendió a la Eredivisie después de una temporada, el derbi no se disputó en la temporada 1984/85. Un año después, Heracles también ascendió a la Eredivisie. Los jugadores de Almelo hicieron una mala temporada e inmediatamente volvieron a descender, pero los duelos mutuos ante el FC Twente no estaban perdidos. En Enschede, incluso se marcó una sensacional victoria por 0-3.
Los clubes se enfrentaron dos veces en el torneo de copa, antes de que el Heracles ascendiera nuevamente a la Eredivisie en 2005/06. En el campeonato de Primera División, la afición del Heracles gritaba 'Nos vamos a Enschede', deseando que volviera el derbi. Desde entonces, el derbi ha tenido lugar varias veces, generalmente con una victoria para el FC Twente. Sin embargo, en la temporada 2006/07 el Heracles consiguió ganar en casa y salir empatado. En la temporada 2011/12 el club repitió este resultado, con la diferencia de que siguió una división de puntos en casa, mientras que el partido en De Grolsch Vestefue lo ganó. Después del partido, el autobús de jugadores blancos y negros en el Polman Stadium fue recibido por cientos de seguidores, la fiesta luego se trasladó al centro de la ciudad de Almelo. El entrenador asistente Hendrie Krüzen del Heracles se mostró eufórico tras la victoria e indicó que estaba feliz de que a partir de ahora finalmente se trate de los muchachos que ganaron en 2012 contra el 'grande' FC Twente, y ya no del equipo. de hace 27 años. En la temporada 2018/19, el derbi no se disputó por el descenso del FC Twente a Primera División. La temporada siguiente, ambos equipos volvieron a jugar en la Eredivisie.

## Estadísticas
| Torneo         | Partidos | FC Twente | Empates | Heracles | Goles del FC Twente | Goles del Heracles |
| -------------- | -------- | --------- | ------- | -------- | ------------------- | ------------------ |
| Eredivisie     | 34       | 19        | 10      | 5        | 48                  | 27                 |
| Eerste divisie | 2        | 1         | 1       | 0        | 3                   | 2                  |
| KNVB beker     | 4        | 4         | 0       | 0        | 11                  | 2                  |
| Total          | 40       | 24        | 11      | 5        | 62                  | 31                 |